# 루이-콘스탄틴 보이슬롯
루이-콘스탄틴 보이슬롯 Louis-Constantin Boisselot (1809년 3월 11일 ~ 1850년 6월 5일 마르세유)은 몽펠리에에서 태어난 프랑스 피아노 제조업체이다. 1835년 11월 그는 마르세유 상인의 딸인 Fortunée Funaro와 결혼했다. 그들은 가족의 오랜 친구인 대부 프란츠 리스트 (1811-1886)를 가졌기 때문에 프란츠라고 알려진 아들 마리 루이 프랑수아 보이슬롯 (1845 ~ 1902)을 낳았다. 1844 년 파리 박람회 그는 스타인웨이가 1874 년에 다시 도입한 "소스테누토 메커니즘"에 선행하는 "페달 톤"의 피아노를 선보였다. 이 사업은 19세기 후반까지 대대로 이어졌다.
Klassik Stiftung Weimar 컬렉션에는 Boisselot & Fils workshop (Marseille 1846)의 그랜드 피아노가 포함되어 있다. 이 피아노는 프란츠 리스트에게 선물로 주어졌으며 바이마르 시대의 작곡이 만들어졌다. Liszt 1862 년 자비에르 보이 슬롯 에게 보낸 편지에서 이 악기에 대한 그의 헌신을 표현했다. “과거, 현재, 미래의 음악에 의해 그들과 싸운 전투에 의해 열쇠가 거의 닳았지만, 나는 그것을 바꾸지 않을 것이다. 좋아하는 직장 동료로서 내 인생이 끝날 때까지 그것을 지키기로 결심했다.”
Klassik Stiftung Weimar가 피아노 제작자 폴 맥널티를 선택하여 리스트의 개인 보이슬롯(Boisselot) 1846 피아노를 복사했다. 이 피아노는 200 리스트가 남독 정부의 프로젝트로 축하하여 제작하였다. 원본과 사본은 모두 Stiftung Weimar의 자산이다.